# Distriktvorsitzende- und Bürgermeisterwahlen in Sierra Leone 2023
Die Wahlen zu Distriktvorsitzenden und Bürgermeistern in Sierra Leone 2023 fanden am 24. Juni 2023, gemeinsam mit der Parlaments- und Präsidentschaftswahl, im westafrikanischen Sierra Leone statt.

## Bürgermeister
| Freetown            | Freetown   | Freetown | Freetown      |  | Kenema             | Kenema | Kenema  | Kenema        |  | Bo              | Bo     | Bo      | Bo            |
| ------------------- | ---------- | -------- | ------------- |  | ------------------ | ------ | ------- | ------------- |  | --------------- | ------ | ------- | ------------- |
| Kandidat            | Partei     | Stimmen  | Stimmenanteil |  | Kandidat           | Partei | Stimmen | Stimmenanteil |  | Kandidat        | Partei | Stimmen | Stimmenanteil |
| Yvonne Aki-Sawyerr  | APC        | 288.683  | 51,36 %       |  | Thomas Baio        | SLPP   | 66.838  | 85,66 %       |  | Kobba Musa      | SLPP   | 65.121  | 79,95 %       |
| Mohamed Kamara      | SLPP       | 268.213  | 47,72 %       |  | Emmanuem Tarmoh    | APC    | 10.138  | 12,99 %       |  | Abdulai Dumbuya | APC    | 14.608  | 17,93 %       |
| Jonathan Bangura    | unabhängig | 1.487    | 0,26 %        |  | Abdul Shaw         | NDA    | 300     | 0,42 %        |  | Ramatu Wai      | PMDC   | 1.104   | 1,36 %        |
| Lilian Kamara       | RUFP       | 753      | 0,13 %        |  | Jaminatu Fofanah   | RUFP   | 217     | 0,28 %        |  | Zainab Fatima   | NURP   | 355     | 0,44 %        |
| Mariama Kabba-Seray | unabhängig | 556      | 0,10 %        |  | Hassanatu Bockarie | ReNIP  | 213     | 0,27 %        |  | Glory Yambasu   | ReNIP  | 269     | 0,33 %        |
| Kassim Conteh       | UDM        | 309      | 0,05 %        |  | Hawa Kamara        | UDM    | 164     | 0,21 %        |  |                 |        |         |               |
| Ibrahim Sankoh      | ADP        | 247      | 0,04 %        |  | Bockarie Sannoh    | ADP    | 130     | 0,17 %        |  |                 |        |         |               |
|                     |            |          |               |  | Ansumana Kallon    | NURP   | 0       | 0             |  |                 |        |         |               |

| Makeni              | Makeni | Makeni  | Makeni        |  | Koidu New-Sembehun | Koidu New-Sembehun | Koidu New-Sembehun | Koidu New-Sembehun |  | Port Loko           | Port Loko  | Port Loko | Port Loko     |
| ------------------- | ------ | ------- | ------------- |  | ------------------ | ------------------ | ------------------ | ------------------ |  | ------------------- | ---------- | --------- | ------------- |
| Kandidat            | Partei | Stimmen | Stimmenanteil |  | Kandidat           | Partei             | Stimmen            | Stimmenanteil      |  | Kandidat            | Partei     | Stimmen   | Stimmenanteil |
| Abu Kamara          | APC    | 39.122  | 93,38 %       |  | Komba Sam          | SLPP               | 25.423             | 54,20 %            |  | Alieu Tarawallie    | APC        | 12.310    | 81,54 %       |
| Amadu Kamara        | SLPP   | 2.358   | 5,63 %        |  | William Kamanda    | APC                | 14.669             | 31,27 %            |  | Ibrahim Kamara      | SLPP       | 2.528     | 16,75 %       |
| Abdul Rahman Kamara | ADP    | 194     | 0,46 %        |  | Aiah Mbendakwia    | PMDC               | 5.125              | 10,93 %            |  | Salamatu Tarawallie | ADP        | 94        | 0,62 %        |
| Fatama Kamara       | UDM    | 77      | 0,18 %        |  | Mohamed Soh        | NDA                | 964                | 2,06 %             |  | Thigidakay Kamara   | unabhängig | 93        | 0,62 %        |
| Alhaji Koroma       | PLP    | 31      | 0,07 %        |  | Aminata Bongay     | ReNIP              | 407                | 0,87 %             |  | Mariatu Turay       | NDA        | 72        | 0,48 %        |
|                     |        |         |               |  | Sahr Bonga         | NURP               | 321                | 0,68 %             |  |                     |            |           |               |

| Bonthe           | Bonthe | Bonthe  | Bonthe        |
| Kandidat         | Partei | Stimmen | Stimmenanteil |
| ---------------- | ------ | ------- | ------------- |
| Mohamed Robinson | SLPP   | 3.104   | 88,48 %       |
| Fanny Ndimawa    | APC    | 404     | 11,52 %       |

## Distriktvorsitzende

### Eastern Province
| Kailahun     | Kailahun | Kailahun | Kailahun            |  | Kenema        | Kenema | Kenema  | Kenema              |  | Kono            | Kono   | Kono    | Kono                |
| Kandidat     | Partei   | Stimmen  | Stimmenanteile in % |  | Kandidat      | Partei | Stimmen | Stimmenanteile in % |  | Kandidat        | Partei | Stimmen | Stimmenanteile in % |
| ------------ | -------- | -------- | ------------------- |  | ------------- | ------ | ------- | ------------------- |  | --------------- | ------ | ------- | ------------------- |
| Sahr Lamie   | SLPP     | 143.056  | 92,75               |  | Mohamed Sesay | SLPP   | 140.279 | 93,39               |  | Augustine Sheku | SLPP   | 45.592  | 61,80               |
| Jusu Ngobeh  | APC      | 9.386    | 6,09                |  | George Sellu  | APC    | 9.134   | 6,08                |  | Komba Mbawa     | APC    | 18.391  | 24,93               |
| Morie Lengor | RUFP     | 1.791    | 1,16                |  | Morie Farma   | ADP    | 797     | 0,53                |  | Solomon Gbondo  | PMDC   | 8.552   | 11,59               |
|              |          |          |                     |  |               |        |         |                     |  | Ibrahim Yamba   | NDA    | 1.237   | 1,68                |
|              |          |          |                     |  |               |        |         |                     |  | Aiah Abdulai    | ReNIP  | 0       | 0                   |
|              |          |          |                     |  |               |        |         |                     |  | Abdulai Johnny  | RUFP   | 0       | 0                   |

### Northern Province
| Bombali       | Bombali | Bombali | Bombali             |  | Falaba          | Falaba | Falaba  | Falaba              |  | Koinadugu       | Koinadugu | Koinadugu | Koinadugu           |  | Tonkolili     | Tonkolili | Tonkolili | Tonkolili           |
| Kandidat      | Partei  | Stimmen | Stimmenanteile in % |  | Kandidat        | Partei | Stimmen | Stimmenanteile in % |  | Kandidat        | Partei    | Stimmen   | Stimmenanteile in % |  | Kandidat      | Partei    | Stimmen   | Stimmenanteile in % |
| ------------- | ------- | ------- | ------------------- |  | --------------- | ------ | ------- | ------------------- |  | --------------- | --------- | --------- | ------------------- |  | ------------- | --------- | --------- | ------------------- |
| Mohamed Sisay | APC     | 92.027  | 91,01               |  | Ibrahim Sesay   | SLPP   | 21.077  | 51,68               |  | Lawrence Kargbo | APC       | 37.935    | 65,52               |  | Yabom Sesay   | APC       | 129.832   | 82,91               |
| Alie Dabor    | SLPP    | 7.679   | 7,59                |  | Lansana Kargbo  | APC    | 17.257  | 42,32               |  | Foday Kuraisy   | SLPP      | 17.857    | 30,84               |  | Alusine Sesay | SLPP      | 21.087    | 13,47               |
| Amara Bangura | UDM     | 896     | 0,89                |  | Mohamed Turay   | NGC    | 860     | 2,11                |  | Sherku Faroh    | PLP       | 815       | 1,41                |  | Amed Sesay    | CDP       | 3.057     | 1,95                |
| Bornoh Conteh | PLP     | 517     | 0,51                |  | Mark Turay      | NDA    | 685     | 1,68                |  | Kabba Kargba    | CDP       | 568       | 0,98                |  | Musa Fofanah  | NDA       | 1.816     | 1,16                |
|               |         |         |                     |  | Sunkarie Kamara | ReNIP  | 557     | 1,37                |  | Alpha Jalloh    | NDA       | 417       | 0,72                |  | Famata Larkoh | PDP       | 809       | 0,52                |
|               |         |         |                     |  |                 |        |         |                     |  | Mamudu Mansaray | ReNIP     | 307       | 0,53                |  |               |           |           |                     |

### North West Province
| Kambia           | Kambia | Kambia  | Kambia              |  | Karene         | Karene | Karene  | Karene              |  | Port Loko       | Port Loko | Port Loko | Port Loko           |
| Kandidat         | Partei | Stimmen | Stimmenanteile in % |  | Kandidat       | Partei | Stimmen | Stimmenanteile in % |  | Kandidat        | Partei    | Stimmen   | Stimmenanteile in % |
| ---------------- | ------ | ------- | ------------------- |  | -------------- | ------ | ------- | ------------------- |  | --------------- | --------- | --------- | ------------------- |
| Mohamed Mansaray | APC    | 45.429  | 63,84               |  | Abdul Turay    | APC    | 63.330  | 84,44               |  | Sheku Saccoh    | APC       | 128.549   | 84,38               |
| Mohamed Kamara   | SLPP   | 20.267  | 28,48               |  | Theresa Saccoh | SLPP   | 10.319  | 13,76               |  | Fatmata Sumah   | SLPP      | 20.941    | 13,75               |
| Mohamed Bangura  | NGC    | 3.867   | 5,43                |  | Sahr Mbayoh    | RUFP   | 1349    | 1,80                |  | Lamin Kabba     | PLP       | 1.509     | 0,99                |
| Amadu Kamara     | NDA    | 840     | 1,18                |  |                |        |         |                     |  | Sorie Kamara    | NDA       | 1.346     | 0,88                |
| Sarah Mogan      | PDP    | 756     | 1,06                |  |                |        |         |                     |  | Kabba Sesay     | PDP       | 0         | 0                   |
|                  |        |         |                     |  |                |        |         |                     |  | Abubakarr Sesay | NURP      | 0         | 0                   |

### Southern Province
| Bo              | Bo     | Bo      | Bo                  |  | Bonthe          | Bonthe | Bonthe  | Bonthe              |  | Moyamba        | Moyamba | Moyamba | Moyamba             |  | Pujehun        | Pujehun | Pujehun | Pujehun             |
| Kandidat        | Partei | Stimmen | Stimmenanteile in % |  | Kandidat        | Partei | Stimmen | Stimmenanteile in % |  | Kandidat       | Partei  | Stimmen | Stimmenanteile in % |  | Kandidat       | Partei  | Stimmen | Stimmenanteile in % |
| --------------- | ------ | ------- | ------------------- |  | --------------- | ------ | ------- | ------------------- |  | -------------- | ------- | ------- | ------------------- |  | -------------- | ------- | ------- | ------------------- |
| Victor Hindowa  | SLPP   | 124.265 | 92,55               |  | Asiatu Conteh   | SLPP   | 77.681  | 95,57               |  | Joseph Mbogba  | SLPP    | 85.851  | 76,94               |  | Foday Rogers   | SLPP    | 97.108  | 95,95               |
| Sallay Kargbo   | APC    | 7.438   | 5,54                |  | Theresa Oniel   | APC    | 3.013   | 3,71                |  | Musa Korpoi    | APC     | 21.750  | 19,49               |  | Dennis Swaray  | APC     | 4.096   | 4,05                |
| Mohamed Sheriff | PMCD   | 1.706   | 1,27                |  | Mustapha Allieu | NDA    | 584     | 0,72                |  | Jimmy Jombla   | unabh.  | 2.622   | 2,35                |  | Michael Fullah | NURP    | 0       | 0                   |
| Foday Salliah   | RUFP   | 864     | 0,64                |  |                 |        |         |                     |  | Gassimu Jembeh | CDP     | 1.357   | 1,22                |  | Sallay Koroma  | ReNIP   | 0       | 0                   |
|                 |        |         |                     |  |                 |        |         |                     |  | Esther Pessima | NURP    | 0       | 0                   |  |                |         |         |                     |

### Western Area
| Western Area Rural | Western Area Rural | Western Area Rural | Western Area Rural  |  | Western Area Urban | Western Area Urban | Western Area Urban | Western Area Urban  |
| Kandidat           | Partei             | Stimmen            | Stimmenanteile in % |  | Kandidat           | Partei             | Stimmen            | Stimmenanteile in % |
| ------------------ | ------------------ | ------------------ | ------------------- |  | ------------------ | ------------------ | ------------------ | ------------------- |
| Kasho Holland-Cole | APC                | 157.164            | 52,51               |  |                    |                    |                    |                     |
| Eugene Cole        | SLPP               | 135.079            | 45,13               |  |                    |                    |                    |                     |
| Abdulai Kamara     | unabhängig         | 2.467              | 0,82                |  |                    |                    |                    |                     |
| Mohamed Barrie     | PDP                | 2.047              | 0,69                |  |                    |                    |                    |                     |
| Mariama Koroma     | RUFP               | 829                | 0,28                |  |                    |                    |                    |                     |
| Phebian Tipson     | NDA                | 754                | 0,25                |  |                    |                    |                    |                     |
| Amidu Kamara       | PLP                | 620                | 0,21                |  |                    |                    |                    |                     |
| Sulaiman Kargbo    | ReNIP              | 328                | 0,11                |  |                    |                    |                    |                     |